# フランセジーニャ
フランセジーニャ（葡: Francesinha, Francesa (フランスの) + inha (指小辞)）とはポルトガルのポルトを発祥とするサンドイッチの一種。塩水でキュアリングしたハム、リングィーサ、チポラータのような生ソーセージ、ステーキ、ロースト肉などをパンに挟み、メルトチーズを載せ、さらにトマトとビールを原料とする熱くとろみのあるスパイシーなソースをかけたもの。多くはフライドポテトを添える。

## 歴史

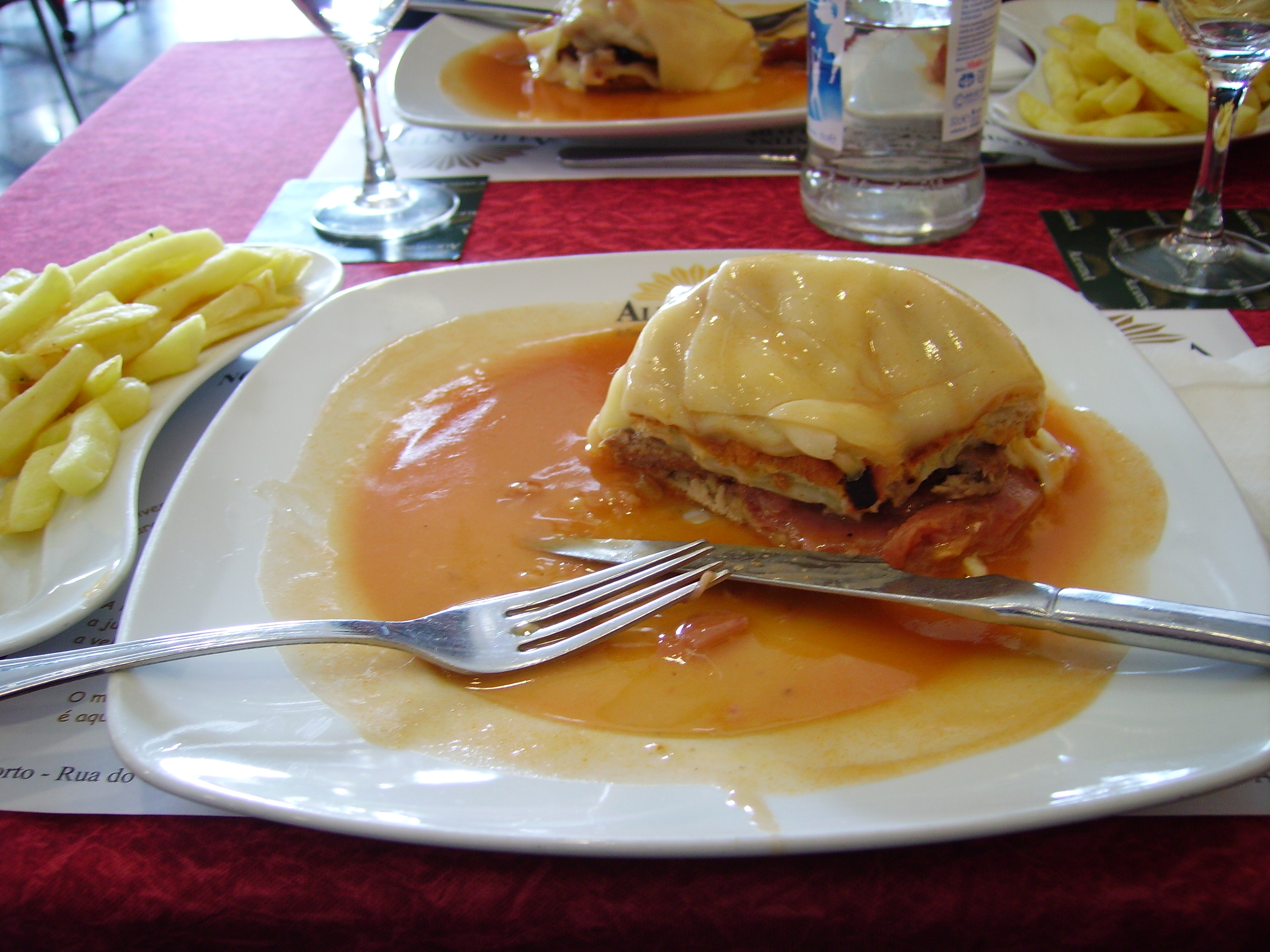
フランセジーニャとフライドポテト

フランスとベルギーへの移民を経て帰国したダニエル・ダ・シルヴァは、移り住んだポルトでクロックムッシュをポルトガル人の味覚に合わせて改良しようとした。シルヴァは1953年に同市のルア・ド・ボンジャルディムにあるレストラン、ア・レガレイラで地元産の肉と自作のソースを使って最初のフランセジーニャを作った。このサンドイッチはすぐに人気料理となりポルトの名物となった。今ではポルトガルの他地域でも見られることがある。標準的な一食分の盛り付けでは、フランセジーニャの周りにフライドポテトの土手を作って特有のソースを吸わせ、さらにフィノ（この文脈では生ビールを指す）を付ける。
ポルト市民はそれぞれ最高のフランセジーニャを出すと思うお気に入りのレストランを持っており、店ごとの秘伝のソースや具の質を論じ合う。

## 普及度
ポルトとその周辺はフランセジーニャの伝統的な勢力圏で、多くのレストランやカフェで食べることができる。北部地方ではポルト以外の各地でも珍しくない。中央部と南部ではそれほど多くは見られないが、特にフィゲイラ・ダ・フォスからアルブフェイラにいたるビーチリゾートなど観光地でフランセジーニャが食べられるレストランやバー、カフェが増えている。リスボンでは多くのバーやレストランがグリーンソースを使ったものなど多様なフランセジーニャを提供している。2000年代以降、ポルト都市圏外での人気の高まりによってか、標準的なフランセジーニャ・ソースの瓶詰がポルトガル全国のスーパーマーケットで販売されるようになっている。

## バリエーション

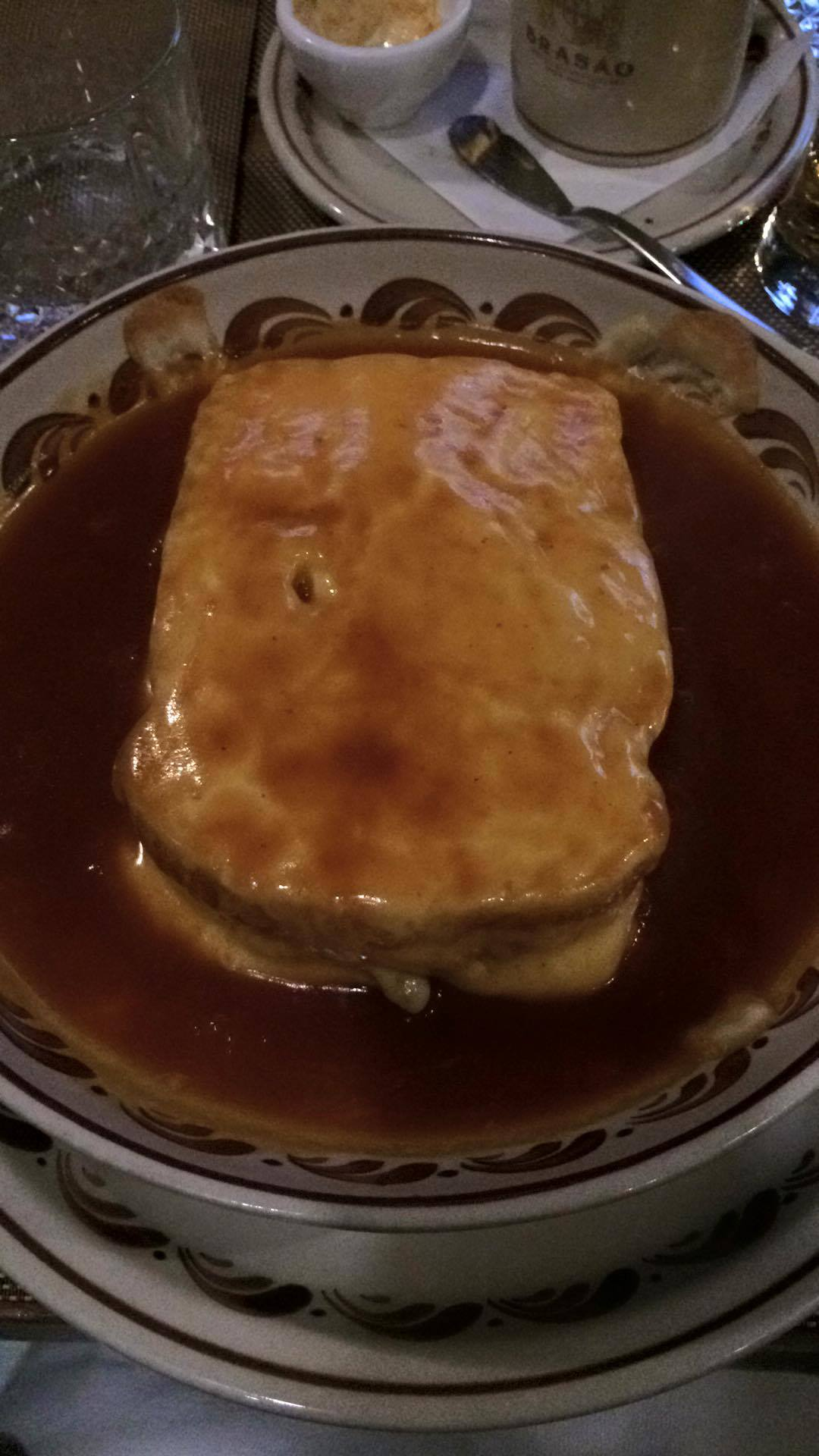
ポルトのフランセジーニャ。

フランセジーニャには標準的なレシピはない。ポルトガルのレストランには以下のような特別なバリエーションを出すところがある。
- Café Barcarola（ポルト）: Francesinha à Barcarola — エビを使ったフランセジーニャ・エスペシャル。
- Café Ábaco（ポルト）: Francesinha de carne assada — ローストポークを使ったもの。
- A Cascata（ポルト）: Francesinha à Cascata — キノコとクリームを使ったもの。
- Restaurante Cunha（ポルト）: Francesinhaà Cunha — 特大のもの。

フランセジーニャ・エスペシャルは卵、フライドポテト、もしくはその両方を添えたものである。普通のフランセジーニャにも豚肉、鶏肉、パストラミ、ツナ、タラ、野菜など具のオプションがある。

### ソース
フランセジーニャ・ソースの製法は秘伝であり、店ごとにバリエーションがある。唯一共通する材料はビールである。例外はあるがほとんどのソースはトマトをベースにしている。辛味の強さは一定しない。色は赤かオレンジ色が一般的である。フランセジーニャを出す料理店は、ソースと具の味がどう受け取られるかで評価される。

### 地域によるバリエーション
フランセジーニャ・ポヴェイラはポルトの北にあるポヴォア・デ・ヴァルジンの名物で、本家と同じく1960年代初頭に作り出された。ポヴェイラ風はパンやソースの種類が異なり、手で食べられる形をしている。
ピカパウはパンのないフランセジーニャのようなもので、ステーキを一口大に切ってソースをかけた料理である。pica-pau（キツツキ）という名前は、短い串やつまようじでつつきながら口に運ぶ伝統的な食べ方から来ている。

## 評価
食に関するウェブメディアデイリー・ミールは「あなたの知らない、人生が変わる12のサンドイッチ」と題する記事でフランセジーニャを紹介した 。

## 関連文献
- “How to Pronounce Francesinha”. Forvo. 2020年11月30日閲覧。
- Izabela Cardosa (2019年10月20日). “Portugal's most iconic sandwich was named after a French traveler in the 1950s” (Video with transcript) (英語). Business Insider. 2020年11月30日閲覧。
- Nina Santos (2017年6月8日). “11 Things You Should Never Say in Porto” (英語). Culture Trip. 2020年11月30日閲覧。
- Kevin Gould (2016年8月8日). “Porto’s francesinha sandwich is a gut buster” (英語). The Guardian. 2020年11月30日閲覧。
- Brenna Holeman (2014年1月18日). “Trying Francesinha in Porto” (英語). This Battered Suitcase. 2020年11月30日閲覧。